# Divoká planeta
Divoká planeta je francouzsko-československý animovaný sci-fi film z roku 1973, natočený podle románu Stefana Wula. Režisérem byl René Laloux. V roce svého uvedení obdržel cenu poroty festivalu v Cannes.

## Děj
Hlavním hrdinou je mladý člověk, který slouží jako hračka dítěte modrých Dragů – skutečných vládců planety Ygam. Modří jsou několikanásobně větší než normální lidé a jsou vybaveni dokonalými technologiemi. Obyčejní lidé jsou pro ně jen trpěnou škodnou a domácími mazlíčky. Hlavní hrdina se postupně seznamuje s fantastickým světem Divoké planety a když uprchne, seznámí se i divokými lidmi. Protože se Modří rozhodnou lidi vyhubit, utíkají lidé na sousední měsíc, Divokou planetu. Tam zjistí, že Modří získávají svou sílu a technologie od jiných mimozemšťanů. Lidé zneškodní obří sochy, naruší rozmnožovací cyklus Modrých, kteří chtě-nechtě musejí vyjednat oboustranně přijatelný kompromis.

## Popis filmu
Animovaný film (francouzský název La Planète sauvage) je barevný, dlouhý 72 minut. Hlavní zásluhu o uznání filmu měl francouzský grafik, literát a tvůrce řady experimentálních filmů Roland Topor. Přesto, že zpracováním je film na první pohled určen pro děti, hluboké myšlenkové poselství uspokojí zejména přemýšlivé diváky. Film se připravoval v letech 1969 až 1973 a byl natočen v pražském studiu Jiřího Trnky. Film vyšel v roce 1973 v češtině, francouzštině, angličtině a italštině, poté následovaly jazykové verze (nebo oficiální titulky) ve španělštině, portugalštině, maďarštině, němčině, švédštině, japonštině, finštině a po roce 1989 v řečtině a estonštině.